# Lukáš Pokorný
Lukáš Pokorný (5 de julho de 1993) é um futebolista profissional checo que atua como defensor.

## Carreira
Lukáš Pokorný começou a carreira no Slovan Liberec.